# Gwendolyn Gourvenec
Pour les articles homonymes, voir Gourvennec.
Gwendolyn Gourvenec est une actrice française, née le 30 avril 1984 à Haguenau (Bas-Rhin).
Elle est notamment connue pour avoir incarné Mademoiselle Chiffre dans Le Petit Spirou (2017), adaptation de la bande dessinée homonyme.

## Biographie
Gwendolyn Gourvenec, née d'un père militaire et d'une mère d'origine alsacienne, a grandi en banlieue parisienne, dans le département de l'Essonne.
Elle entre au Cours Florent, puis réussit le concours du conservatoire du XIXe arrondissement de Paris.

### Carrière
Gwendolyn Gourvenec commence sa carrière au cinéma en 2010 dans Hors-la-loi de Rachid Bouchareb, La Délicatesse de David Foenkinos et Stéphane Foenkinos et Beau Rivage de Julien Donada.
Elle travaille également en Italie pour une production américaine, Dance Crew, ainsi qu’une série chinoise à succès, Family on the go.
On peut l’apercevoir dans les films Macadam Baby et Situation amoureuse : C'est compliqué.
En 2014,  elle se fait remarquer dans la comédie Un village presque parfait (avec Didier Bourdon et Élie Semoun) et obtient son premier rôle principal dans Wax, We are the X de Lorenzo Corvino, film nommé aux David di Donatello.
En 2016, elle joue dans la comédie Tout schuss avec José Garcia et dans  L'Invitation. Elle obtient le prix de la meilleure actrice pour Wax, We are the X et interprète le rôle du sergent Gaultier dans Loin de chez nous, série saluée par la critique.
En 2017, elle endosse le rôle de Mademoiselle Chiffre dans Le Petit Spirou, réalisé par Nicolas Bary. On peut également la voir  dans L'Échange des princesses, film nommé aux Césars dans la catégorie du meilleur film étranger.
En 2018, elle joue dans Frères ennemis, aux côtés de Matthias Schoenaerts et Reda Kateb, dont elle dit : « Ils incarnent ce que je préfère, un cinéma précis et minutieux ». Elle tourne également dans les séries Dix pour cent et Mike, où elle partage l’affiche avec Max Boublil et Richard Berry.
L'année suivante, elle est à l'affiche de trois films : Yao, Beaux-parents et Place des victoires. En 2020, elle fait une apparition  dans Adoration de Fabrice du Welz.
Elle tourne également dans le film attendu, Amants super-héroïques de Paolo Genovese, aux côtés de Jasmine Trinca et Alessandro Borghi.
Elle est également une avocate générale, à l’affiche de la série Le Code, pour France 2 en 2021.

## Filmographie

### Cinéma

#### Longs métrages
- 2010 : Hors la loi de Rachid Bouchareb : La femme d'Otmani
- 2011 : La délicatesse de David Foenkinos et Stéphane Foenkinos : L'amie de Pierre
- 2012 : Beau rivage de Julien Donada : La vendeuse
- 2012 : Dance Crew (Five Hours South) de Mark Bacci : Guenda
- 2013 : The Betrayal of Paul Cezanne de Mike Akester : Hortense Fiquet
- 2014 : Macadam Baby de Patrick Bossard : Delphine
- 2014 : Situation amoureuse : C'est compliqué de Manu Payet et Rodolphe Lauga : Stéph, la barmaid
- 2015 : Un village presque parfait de Stéphane Meunier[4] : Ève
- 2015 : WAX : We Are the X de Lorenzo Corvino : Joelle Bernard
- 2015 : Open Tables de Jack C. Newell : Jeanne Légende
- 2016 : Tout schuss de François Prévôt-Leygonie et Stéphan Archinard : Catherine Barns
- 2016 : L'Invitation de Michaël Cohen : Claire
- 2017 : Le Petit Spirou de Nicolas Bary : Mademoiselle Chiffre[5],[6],[7]
- 2017 : L'Échange des princesses de Marc Dugain : La Quadra
- 2018 : Frères ennemis de David Oelhoffen : Manon
- 2019 : Yao de Philippe Godeau : Laurence Tall
- 2019 : Beaux-parents d'Hector Cabello Reyes : Chloé
- 2019 : Place des victoires de Yoann Guillouzouic : L'avocate
- 2020 : Adoration de Fabrice du Welz : Docteur Loisel
- 2021 : Amants super-héroïques (Supereroi) de Paolo Genovese : Laurène
- 2021: Quand la mer séduit la montagne de Abdelwaheb Bouden

#### Courts métrages
- 2007 : Entre Potes de Gregor Andolsek et Ivan Tobalina : La parisienne
- 2008 : Café Cacahuète de Stephen Girasuolo : La serveuse
- 2008 : Solitude(s) de Vesna Bejic : La femme à la robe rouge
- 2010 : Le temps des bouquets de Sylvain Nawrocki : Nel
- 2010 : Corbeau de Steven Comas
- 2015 : Maîtresse d'Ollivier Briand : L'amie du père
- 2015 : Bunraku de Bruno Sarabia : Diane
- 2016 : In Human de Sezer Turan
- 2018 : Je suis timide de Thomas Scohy : La femme
- 2020 : Backdoor de Michael Jeanpert : Anna-Lisa
- 2020 : Sam & Julia de Benjamin Rozovas : Julia
- 2020 : Paul great again de Thibaut Oskian : La mère
- 2020 : Prudence d'Olivier Château : the woman

### Télévision

#### Séries télévisées
- 2007 : Hénaut Président[8] : Kathy
- 2009 : Comprendre et pardonner : Vanessa
- 2011 : Un flic : L'hôtesse
- 2012 : Zak : La fille
- 2013 : Nos chers voisins : Ariane
- 2015 : Nina : L'hôtesse
- 2016 : Loin de chez nous : Sergent Gaultier
- 2016 : Cut ! : Sœur Ursule
- 2018 : Dix pour cent : Carlotta
- 2018 : Mike : Caroline
- 2021 : Le Code : avocate générale Christiansen
- 2022 : Marion, mini-série TV de Jacques Kluger : Lieutenant Valentine Cara
- 2023 : Flair de famille, épisode n° 2 (Envies de meurtre) de Didier Bivel : Aurore, la fille de la victime, au lourd passé. Première diffusion en France le 10 février 2024 sur France 2.

#### Téléfilms
- 2011 : Le Temps du silence de Franck Appréderis : Christina
- 2017 : La Loi de Gloria, L'avocate du Diable de Didier Le Pêcheur : Salomé Mendoza
- 2021 : Crime à Biot de Christophe Douchand : Clémence Roux